# 클로틸드 쿠로
클로틸드 쿠로(Clotilde Courau, 1969년 4월 3일 ~ )는 프랑스의 배우이다. 그녀는 사보이아 왕가의 일원이자 이탈리아의 마지막 국왕인 움베르토 2세의 손자인 에마누엘레 필리베르토 디 사보이아와 결혼했다.

## 출연 작품
- 리틀 갱스터 (1990)
- 내 마음의 지도 (1992)
- 픽클 (1993)
- 엘리사 (1995)
- 라빠 (1995)
- 프레드 (1997)
- 마법같은 이야기 (1998)
- 문어 (1998)
- 페이싱 (2000)
- 딥 인 더 우드 (2000)
- 엑시트 (2000)
- 더 코드 (2002)
- 나의 우상 (2002)
- 썸머 씽스 (2002)
- 라 비 앙 로즈 (2007)
- 모던 러브 (2008)
- 싸이런스 오브 러브 (2011)
- 인 더 섀도우 오브 우먼 (2015)
- 하늘이 기다려 (2016)
- 이지 걸 (2019)
- 베네데타 (2021) - 크리스티나 역